# US-amerikanische Badmintonmeisterschaft 2021
Die US-amerikanische Badmintonmeisterschaft 2021 fand vom 3. bis zum 5. Dezember 2021 in der Synergy Badminton Academy in Fremont, Kalifornien, statt.

## Medaillengewinner
| Disziplin    | Gold                       | Silber                                  | Bronze                         |
| ------------ | -------------------------- | --------------------------------------- | ------------------------------ |
| Herreneinzel | Don Henley Averia          | Enrico Keoni Asuncion                   | William Hu                     |
| Dameneinzel  | Jennie Gai                 | Natalie Chi                             | Esther Shi                     |
| Herrendoppel | Vinson Chiu Joshua Yuan    | Enrico Keoni Asuncion Don Henley Averia | Adrian Mar Henry Tang          |
| Damendoppel  | Jennie Gai Sanchita Pandey | Lauren E. Lam Kodi Tang Lee             | Francesca Corbett Allison Lee  |
| Mixed        | Ryan Zheng Sanchita Pandey | Andrew Yuan Andrea Li                   | Jacob Chuhua Zhang Katelin Ngo |